# Rusty Rivets
Rusty Rivets és una sèrie de televisió d'animació CGI en 3D canadenca produïda per Arc Productions i Spin Master Entertainment. La sèrie es va emetre durant tres temporades, simultàniament a Treehouse TV al Canadà i a Nickelodeon als Estats Units d'Amèrica, del 8 de novembre de 2016 al 8 de maig de 2020. Inspirat en elements de la cultura maker, segueix les aventures d'un jove inventor anomenat Rusty i el seu equip de robots personalitzats.